# 보이스팩토리
주식회사 보이스팩토리는 2007년 설립된 음악 중심의 회사인 준 엔터테인먼트를 전신으로 종합 엔터테인먼트화를 위해 2012년 법인 설립된 대한민국의 종합 엔터테인먼트 회사이다.

## 특징
- 노루 (가수), 한가을, 설민 등이 소속되어 있다.

## 사업 영역

### 매니지먼트 사업
- 아티스트 (가수, 배우, 작곡가, 작사가, 편곡가, 연주자) 전문 매니지먼트

### 음악 사업
- 드라마, 영화, 뮤지컬 O.S.T 기획/제작
- 가수 음반 기획/제작/유통
- 방송 음악 기획/제작

### 영상 사업
- 뮤직비디오 기획/제작/유통
- CF, 홍보영상 기획/제작
- 웹드라마, 웹예능 기획/제작/배급/유통

### 공연 사업
- 콘서트, 쇼케이스, 팬미팅
- 이벤트, 행사

### 사회공헌 사업
- 지역사회공헌 및 지원활동
- 재능기부

## 소속

### 아티스트
- 노루 (가수)
- 한가을
- 그레이스
- 설민
- 리하
- 오삿갓